# Castello di Le Bourget-du-Lac
Il castello di Le Bourget-du-Lac, detto anche castello dei conti di Savoia o castello di Tommaso II, è un castello posto nel comune di Le Bourget-du-Lac, in Francia, nel dipartimento della Savoia. Non deve essere confuso col castello dei duchi di Savoia, la cui attuale denominazione è quella di castello di Chambéry.

## Storia
Nel 1248 il fratello del conte Amedeo IV di Savoia, Tommaso II di Savoia, ottenne il privilegio di costruire una casa con un porto di pesca su di un lato del lago del Bourget. Tale struttura vantava un terreno molto ampio tutto attorno e divenne, durante i due secoli successivi, una delle residenze più apprezzate dei conti di Savoia. Nel 1456 il castello venne distrutto da un violento incendio e mai più ricostruito.
Il castello è attualmente allo stato di rovina. Esso è collocato ancora nella posizione originaria, alle foci del fiume Leysse, presso le rive del lago del Bourget. Della costruzione sono conservate ancora quattro torri quadrate e parte delle mura perimetrali che le univano.